# Lamberto Picasso
Pour les articles homonymes, voir Picasso (homonymie).
Lamberto Picasso, né à  La Spezia le 21 octobre 1880 et mort à Rome le 17 septembre 1962 est un acteur et scénariste italien.

## Filmographie partielle
- 1914 : 
  - Rinunzia
  - La donna nuda de Carmine Gallone
- 1916 : 
  - La maschera dell'amore de Ivo Illuminati
  - Il canto dell'agonia
  - L'avvenire in agguato
- 1920
  -  : San-Zurka-San
  - Il principe idiota
- 1921 :
  - La rosa de Arnaldo Frateili
  - La mirabile visione
- 1930 : 
  - Il segreto del dottore de Jack Salvatori
  - La donna bianca de Jack Salvatori
- 1931 : La segretaria privata de Goffredo Alessandrini
- 1932 : Paradiso de Guido Brignone
- 1933 :
  - La voce lontana de Guido Brignone
  - Il trattato scomparso de Mario Bonnard
  - O la borsa o la vita de Carlo Ludovico Bragaglia
  - Le Masque qui tombe
  - Al buio insieme de Gennaro Righelli
  - Fanny de Mario Almirante
- 1934 : 
  - La marcia nuziale de Mario Bonnard
  - La città dell'amore de Mario Franchini
  - La signora di tutti de Max Ophuls
- 1935 : 
  - Quei due de Gennaro Righelli
  - Campo di maggio de Giovacchino Forzano
  - Casta Diva de Carmine Gallone
- 1936 : Les Deux Sergents (I due sergenti) d'Enrico Guazzoni
- 1937 : 
  - Scipione l'Africano de Carmine Gallone
  - Il dottor Antonio de Enrico Guazzoni
- 1938 : 
  - Jeanne Doré de Mario Bonnard
  - Giuseppe Verdi de Carmine Gallone (1938)
  - L'orologio a cucù de Camillo Mastrocinque
  - Ettore Fieramosca de Alessandro Blasetti
- 1939 : 
  - Diamanti de Corrado D'Errico
  - Terra di nessuno  de Mario Baffico
- 1940 :
  - Manon Lescaut de Carmine Gallone
  - Ricchezza senza domani
  - Oltre l'amore
  - Piccolo alpino
- 1941 : Caravaggio, il pittore maledetto
  - Amore imperiale
  - Vertigine
- 1942 : 
  - Un garibaldino al convento de Vittorio De Sica
  - La fabbrica dell'imprevisto de Jacopo Comin
  - Noi vivi de Goffredo Alessandrini
  - Addio Kira!
  - Rossini
  - La contessa Castiglione
  - Pazzo d'amore
- 1943 : 
  - Dente per dente de Marco Elter
  - Calafuria
  - Tempesta sul golfo
  - Rita da Cascia
  - Sant'Elena, piccola isola de Umberto Scarpelli et Renato Simoni
  - Il viaggio del signor Perrichon de Paolo Moffa
  - Non mi muovo
- 1945 : Non canto più de Riccardo Freda
- 1945 : Sept femmes, sept destins (Nessuno torna indietro) d'Alessandro Blasetti
- 1946 : 
  - Teheran
  - Amanti in fuga
- 1947 : I fratelli Karàmazov
- 1948 : Les Belles Années (Cuore) de Duilio Coletti et Vittorio De Sica
- 1949 :
  - Patto col diavolo
  - Monastero di Santa Chiara
  - Follie per l'opera de Mario Costa
- 1951:
  - Stasera sciopero
  - Caruso, la légende d'une voix (Enrico Caruso, leggenda di una voce) de Giacomo Gentilomo
  - Messaline de Carmine Gallone : l’astrologue
- 1952 : Gli uomini non guardano il cielo
- 1953 :
  - Frine, cortigiana d'Oriente
  - Néron et Messaline de Primo Zeglio